# Ingerana tasanae
Ingerana tasanae är en groddjursart som först beskrevs av Smith 1921.  Ingerana tasanae ingår i släktet Ingerana och familjen Dicroglossidae. IUCN kategoriserar arten globalt som sårbar. Inga underarter finns listade i Catalogue of Life.